# Анаксагор (лунный кратер)

Кратер Анаксагор (лат. Anaxagoras) — сравнительно молодой ударный кратер на видимой стороне Луны в районе северного полюса. Название присвоено итальянским астрономом Джованни Баттиста Риччоли в честь древнегреческого философа, математика и астронома Анаксаго́ра (ок. 500 до н. э. — 428 до н. э.). Название утверждено Международным астрономическим союзом в 1935 году. Образование кратера относится к коперниковскому периоду.

## Описание кратера

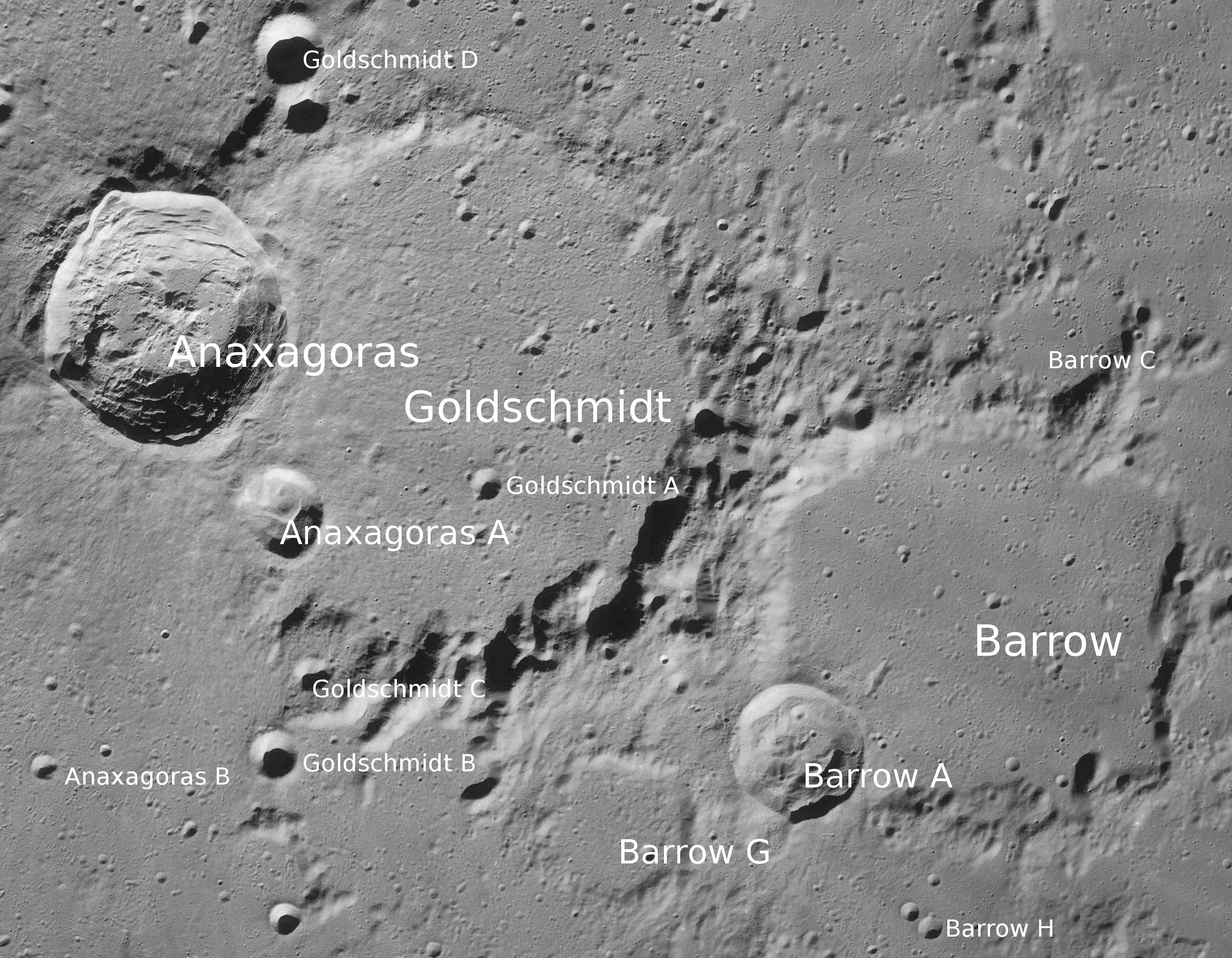
Окрестности кратера Анаксагор. Снимок зонда Lunar Reconnaissance Orbiter.

Кратер находится в гористой местности и перекрывает западную часть кратера Гольдшмидт, далее на юго-востоке находится кратер Барроу, на западе от кратера Анаксагор располагается кратер Филолай. Селенографические координаты центра кратера — 73°29′ с. ш. 10°10′ з. д. / 73,48° с. ш. 10,17° з. д., диаметр — 51,9 км, глубина — 3,06 км. По своей структуре кратер подобен кратеру Тихо.
Кратер образовался сравнительно недавно и поэтому сохранил систему лучей, распространяющуюся на расстояние 900 км, достигая на юге кратера Платон. Чаша кратера имеет высокое альбедо, благодаря чему он хорошо различим даже в полнолуние. Вал кратера имеет крутой террасовидный внутренний склон с уклоном около 39°. Высота вала над окружающей местностью составляет 1120 м, объём кратера приблизительно 2000 км³.

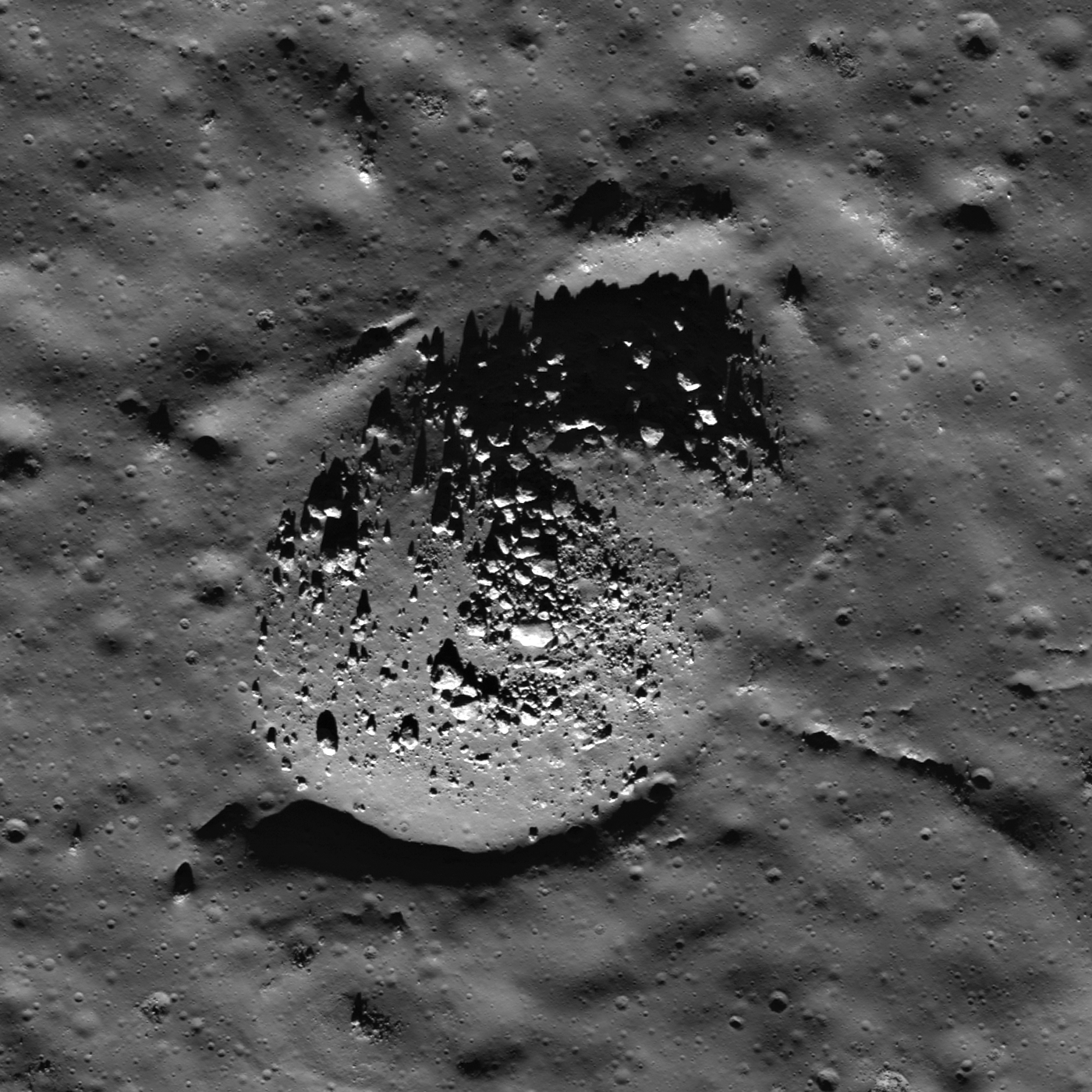
Валуны, образовавшиеся при эрозии холма на дне чаши кратера. Снимок зонда Lunar Reconnaissance Orbiter.

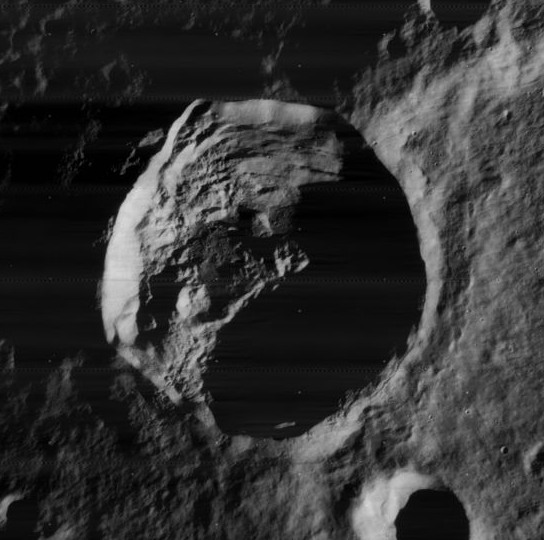
Кратер Анаксагор. Снимок Lunar Orbiter — IV.

Центральный пик несколько смещен к северу, примыкая к небольшому хребту, пересекающему чашу кратера с востока на запад, практически целиком состоит из анортозита, соответствующего первичной лунной коре. Высота центрального пика — 1000 м. Область возле центрального пика объявлялась НАСА районом интереса по программе «Созвездие».

Чаша кратера покрыта расплавом пород, выброшенных при импакте; верхний слой расплава превратился в реголит, в отдельных местах при эрозии структур кратера образовались валуны размером 10-30 м, см. фотографию слева. Механизм такого образования на сегодняшний день не объяснен.

Кратер Анаксагор включен в список кратеров с яркой системой лучей Ассоциации лунной и планетарной астрономии (ALPO) и в список кратеров с темными радиальными полосами на внутреннем склоне той же Ассоциации.

## Сателлитные кратеры

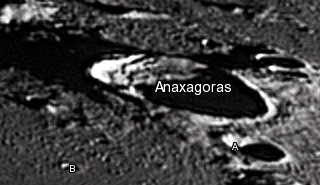
Снимок Девида Кемпбелла.

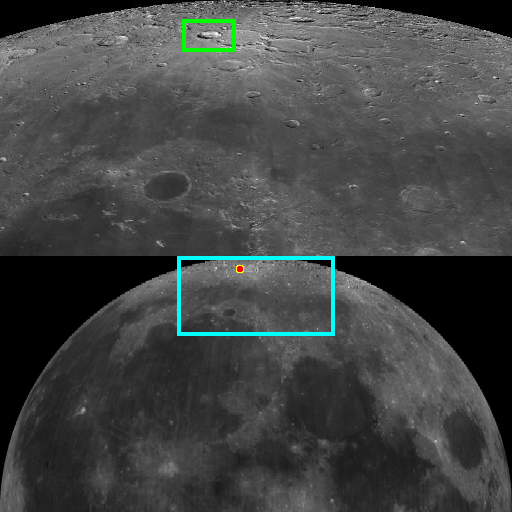
Месторасположение кратера

| Анаксагор | Координаты                                            | Диаметр, км |
| --------- | ----------------------------------------------------- | ----------- |
| A         | 72°16′ с. ш. 7°01′ з. д. / 72,26° с. ш. 7,02° з. д.   | 20,1        |
| B         | 70°21′ с. ш. 11°22′ з. д. / 70,35° с. ш. 11,36° з. д. | 5,0         |